# Valeriana barbulata
Valeriana barbulata är en kaprifolväxtart som beskrevs av Friedrich Ludwig Diels. Valeriana barbulata ingår i släktet vänderötter, och familjen kaprifolväxter. Inga underarter finns listade i Catalogue of Life.